# Piotr Morciniec
Piotr Jan Morciniec (ur. 16 września 1960 w Babicach koło Raciborza) – polski duchowny katolicki, profesor nauk teologicznych, specjalista w zakresie teologii moralnej.

## Życiorys
Święcenia kapłańskie przyjął w 1985. Pełni funkcję kierownika Katedry Bioetyki i Etyki Społecznej Wydziału Teologicznego Uniwersytetu Opolskiego. W kadencji 2011-2015 był członkiem Komitetu Nauk Teologicznych Polskiej Akademii Nauk.

## Publikacje
- Etyczne aspekty transplantacyjnej terapii chorób neurozwyrodnieniowych. Studium teologiczno - moralne (2000),
- Eutanazja w dyskusji (2001),
- Ocalić obraz człowieka. Antropologiczne podstawy moralności (2003),
- Wyjazdy zarobkowe. Szansa czy zagrożenie? Perspektywa społeczno-moralna (wraz z Konradem Glombikiem, 2005),
- Haurietis defontibus. Społeczno - etyczne kwestie wczoraj i dziś (2005),
- Miłość - płciowość - płodność. Aktualne problemy etyki seksualnej (2007),
- Bioetyka personalistyczna wobec zwłok ludzkich 2009.